# Zastava Občine Mirna Peč
Zastava občine Mirna Peč je sestavljena iz treh polj. Kadar visi pokončno si polja sledijo tako, da je na vrhu zeleno, v sredini rumeno, spodaj pa modro polje. Srednje rumeno polje je kvadratno, na njem pa so upodobljene tri čebele iz grba občine.